# Halkbank Ankara (handball)
Cet article concerne la section handball du Halkbank SK. Pour les autres sections, voir Halkbank SK.
Le Halkbank SK est un club de handball situé à Ankara en Turquie.

## Palmarès
Compétitions nationales
- Championnat de Turquie (4) : 1987, 1988, 1992, 1994